# براکویل
براکویل (به انگلیسی: Brockville) یک سکونتگاه مسکونی و شهرداری single-tier در کانادا است که در شهرستان‌های لیدز و گرنویل یونایتد واقع شده‌است.

## خصوصیات
براکویل ۲۱٬۸۷۰ نفر جمعیت دارد.

## خواهرخوانده
شهر انتاریو، کالیفرنیا خواهرخواندهٔ براکویل هست.